# Dittmer (Missouri)
Dittmer ist eine Gemeinde ohne eigene Rechtspersönlichkeit im westlichen Jefferson County, Missouri, USA. Sie liegt an der Route 30 südwestlich von Cedar Hill.
Namensgeber der Gemeinde ist William Dittmer, ein früherer Postmeister, der 1870 ein Postamt namens Dittmer's Store einrichtete. Auf einer Eisenbahnkarte von 1891 wird die Gemeinde als Dittmer's Store bezeichnet. Der Ort wurde 1899 offiziell in Dittmer umbenannt.
Heute befindet sich in Dittmer das Vianney Renewal Center, ein Behandlungszentrum für katholische Geistliche mit sexuellen oder anderen Störungen.